# الکس (پرتقال کوکی)
الکس (به انگلیسی: Alex) شخصیتی تخیلی خلق‌شده توسط آنتونی برجس است. وی شخصیت اصلی رمان پرتقال کوکی و اقتباس سینمایی آن به همین نام ساخته استنلی کوبریک است. در رمان نام خانوادگی او ذکر نشده‌است. با این حال، در فیلم کوبریک نام دلارج (به انگلیسی: DeLarge) را برای او انتخاب کرد که اشاره به رمان داشت که در آن الکس خود را د لارج (به انگلیسی: The Large) خطاب می‌کرد. در فهرست برترین شخصیت‌های منفی تاریخ سینما که توسط بنیاد فیلم آمریکا منتشر شد، او در رتبه دوازدهم قرار دارد.

## شخصیت
الکس شخصی روانی است که از دزدی، تجاوز به عنف و آزار و اذیت دیگران به شدت لذت می‌برد؛ به‌طوری که این را شغل و وظیفه خود می‌داند. او عاشق لودویگ ون بتهوون است و هنگام گوش دادن به موسیقی بتهوون دربارهٔ کشتار و خونریزی رؤیاپردازی می‌کند. پاتوق او و دوستانش کاروا میلک بار است و معمولاً بعد از شرارت‌های روزانه به آنجا می‌رود و تا شب آنجا می‌ماند. او همواره خود را بالاتر از دوستان خود می‌بیند و به زنان تنها به چشم یک وسیله برای ارضای جنسی می‌نگرد.

## دوران معالجه
وی بعد از کشتن یک زن میانسال به کانون اصلاح نوجوانان می‌رود و به ۱۴ سال حبس محکوم می‌شود. وی در آنجا تنها دو سال دوام میاورد و در نهایت می‌پذیرد که تحت درمان تکنیک لودویگ قرار بگیرد. او دو هفته بعد از درمانگاه مرخص می‌شود. او بعد از آزاد شدن از سوی خانواده و دوستان رانده می‌شود. همچنین توسط مردی که همسرش توسط الکس مورد آزار و اذیت قرار گرفته بود، آسیب می‌بیند. الکس در نهایت تحت فشار روانی قرار می‌گیرد و اقدام به خودکشی می‌کند.

## نکات
- وی پس از معالجه قادر به گوش دادن به موسیقی بتهوون نبود.
- وی در ۱۶ سالگی مرتکب قتل شد.
- در کتاب اشاره شده که او بریتانیایی است و زبان عامیانه آنها ندست است که مخلوطی از انگلیسی و روسی است.
- در پایان کتاب اشاره می‌شود که او شغلی پیدا می‌کند و دربارهٔ تشکیل خانواده رویاپردازی می‌کند. هرچند در فیلم پرتقال کوکی به کارگردانی استنلی کوبریک در پایان فیلم او دربارهٔ ارتباط جنسی رؤیاپردازی می‌کند.